# 実相寺 (刈谷市)
実相寺（じっそうじ）は、愛知県刈谷市元町2丁目2にある浄土宗の寺院。山号は泉流山。本尊は阿弥陀如来坐像。

## 歴史
江戸時代前期、蓮社長誉萬及上人の開山によって創建された。墓所には実業家で衆議院議員も務めた伊藤謙吉（伊藤三弥）の墓がある。
2024年（令和6年）3月、まんが甲子園の常連である愛知県立豊明高等学校イラストレーション部の生徒によって実相寺キャラクター「招福坊泉流」が製作された。8月には筋肉隆々の七福神を描いた看板が本堂に飾られた。

## 境内
- 本堂
- 秋葉堂 - 寛政6年（1794年）、遠江国の秋葉大権現を勧請して建立された[4]。
- 地蔵堂 - 山門の脇にある[4]。
- 鐘楼 - 大正時代に伊藤謙吉（伊藤三弥）の長男である伊藤敬三郎の寄進によって建立された[4]。太平洋戦争時に梵鐘が供出されたが、1958年（昭和33年）に梵鐘が再鋳された[4]。
- 山門
- キリシタン燈籠[1]

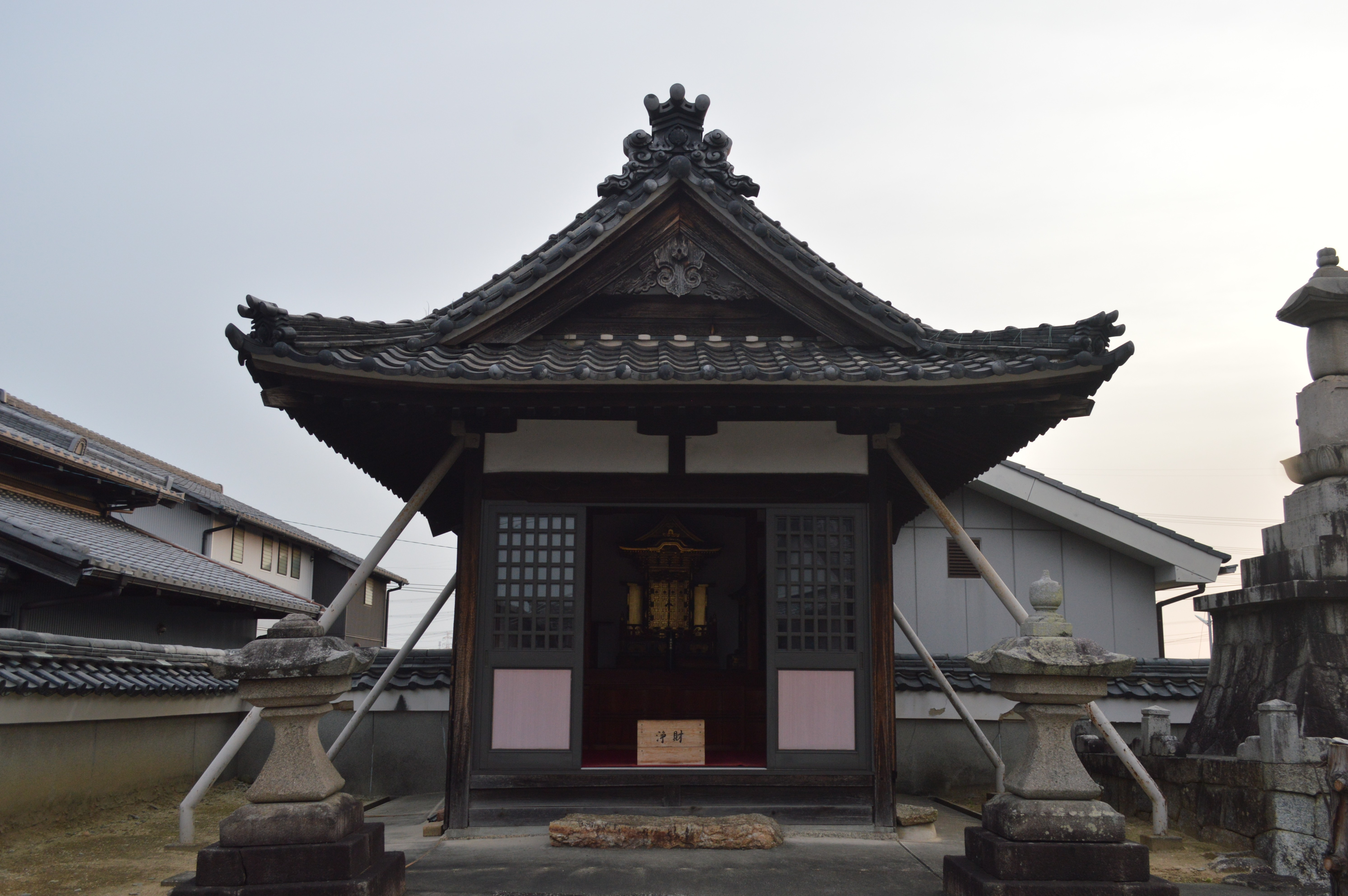
秋葉堂
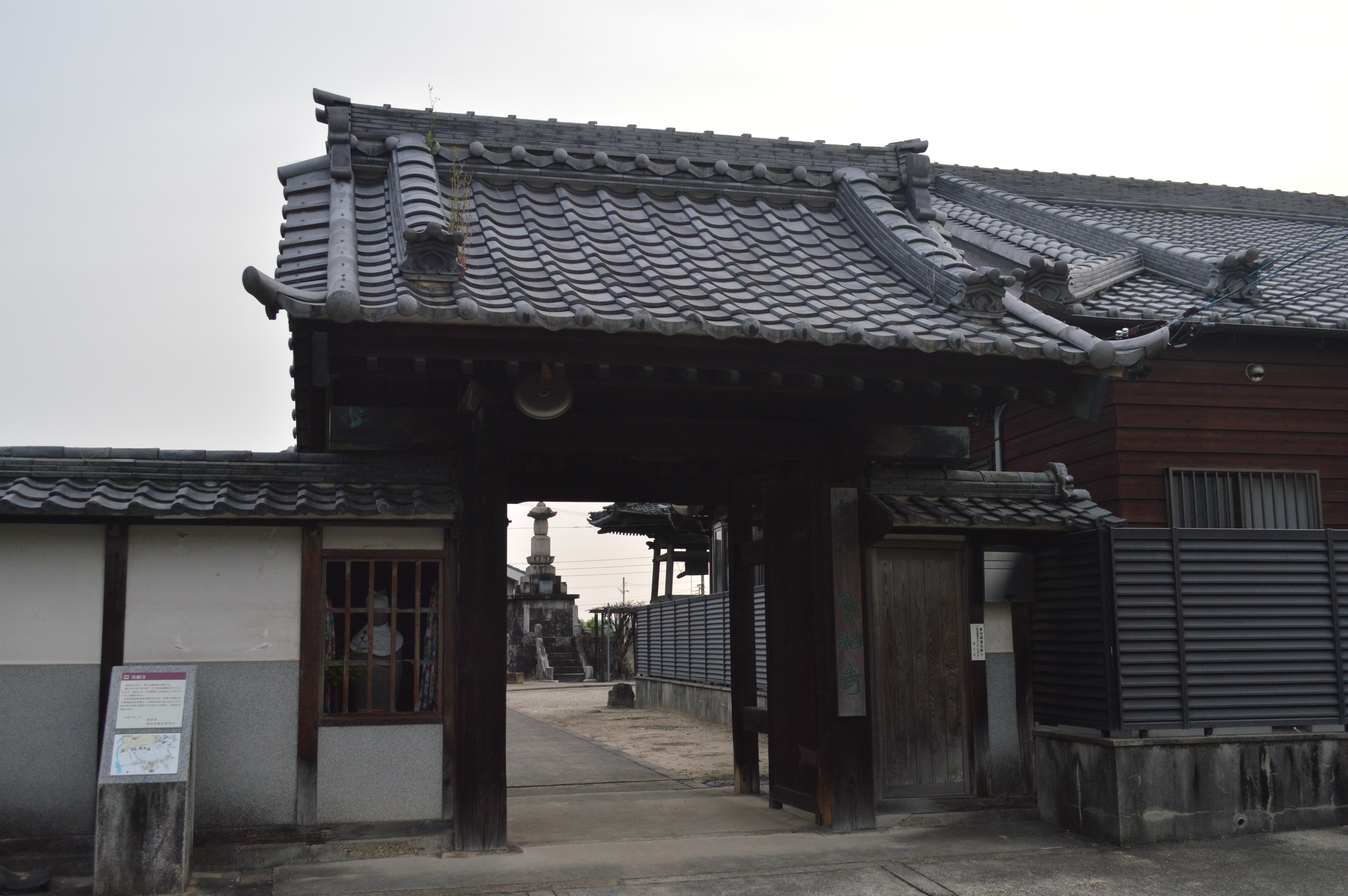
山門

## 文化財

### 市指定文化財
- 「木造阿弥陀如来坐像」 - 平安時代の作[4]。1995年（平成7年）に檀家から寄進され、2002年（平成14年）5月16日に刈谷市指定文化財に指定された[4]。刈谷市最古の仏像である[4]。

## 現地情報
所在地
- 愛知県刈谷市元町2丁目2

アクセス
- 名鉄三河線刈谷市駅から徒歩